# Edmond Abraham
Pour les articles homonymes, voir Abraham (homonymie).
Edmond Joseph Abraham, né le 5 mai 1894 à Pont-de-Chéruy, Isère et mort le 26 novembre 1972 à Cannes, est un aviateur français, pilote et constructeur aéronautique.

## Biographie

### Origine et formation
Edmond Joseph Abraham est né le 5 mai 1894 à Pont-de-Chéruy dans le département de l'Isère, du mariage d’Émile Abraham et de Louise Bonnet.
Mécanicien tourneur au moment de la mobilisation d'août 1914, Edmond Abraham est appelé le 15 septembre 1914. Il passe à l'aviation le 8 février 1916 en qualité d'élève pilote.

### Pilote
Edmond Abraham est pilote le 10 juin 1916, caporal le 11 juillet 1916 puis maréchal des logis le 21 avril 1917. Il est pilote de chasse en escadrille durant la Première Guerre mondiale,.
Il entre ensuite à la Compagnie internationale de navigation aérienne comme pilote de ligne puis, en juin 1925, devient pilote d'essai au sein de la Société anonyme des ateliers d’aviation Louis Breguet à Villacoublay. Il y est également pilote réceptionnaire et à ce titre, il réceptionne plus de 2 000 appareils militaires,.
Dans les années 1930, il rejoint la Compagnie Transafricaine, compagnie fondée en 1926 sous le nom de Air Afrique. Il effectue de nombreux voyages vers les Balkans, la Grèce, la Turquie et la Serbie, avant de prendre la direction du service aviation du journal Paris-Soir,.
En mars 1935, avec le huitième avion de la série Farman F-197 F-ALUZ, avion du journal Paris-Soir, Edmond Abraham part effectuer un reportage en Crète, lors de l'insurrection du général Elefthérios Venizélos, avec le radio Bouillut et la journaliste Mme Titayna. Le 11 mars, l'appareil est détruit par l'artillerie peu après son atterrissage, sans faire de blessés.
En 1939, il commande l'école de pilotage de la deuxième région aérienne ; il totalise 5 348 heures de vol,.

### Constructeur
Edmond Abraham est également dans les années 1930 le concepteur et le constructeur d'un monoplan type parasol nommé l'Abraham Iris, assez semblable aux Morane-Saulnier de l'époque. Ce biplace de tourisme en tandem a une structure métallique entoilée ; il est fabriqué en un seul exemplaire.
L'Iris I subit des modifications et un an après, nait l'Iris II (AS-2 Iris II) sous l'immatriculation F-ALHH. À la veille de la Seconde Guerre mondiale, l'Iris II totalise 650 heures de vol. Edmond Abraham vend son appareil et en 1954, les réglementations liées à la navigabilité ayant évolué, l'appareil perd son immatriculation F-ALHH et reçoit l'immatriculation F-PBFV.
Edmond Abraham meurt le 26 novembre 1972. Il est inhumé au cimetière Labadie à Cannes dans les Alpes-Maritimes,.

## Distinctions
- Officier de la Légion d'honneur en 1941, chevalier en 1928[7],[8],[9].
- Médaille militaire.
- Croix de guerre 1914–1918 avec six citations.

## Pour approfondir